# Лазерно-праскова технологія

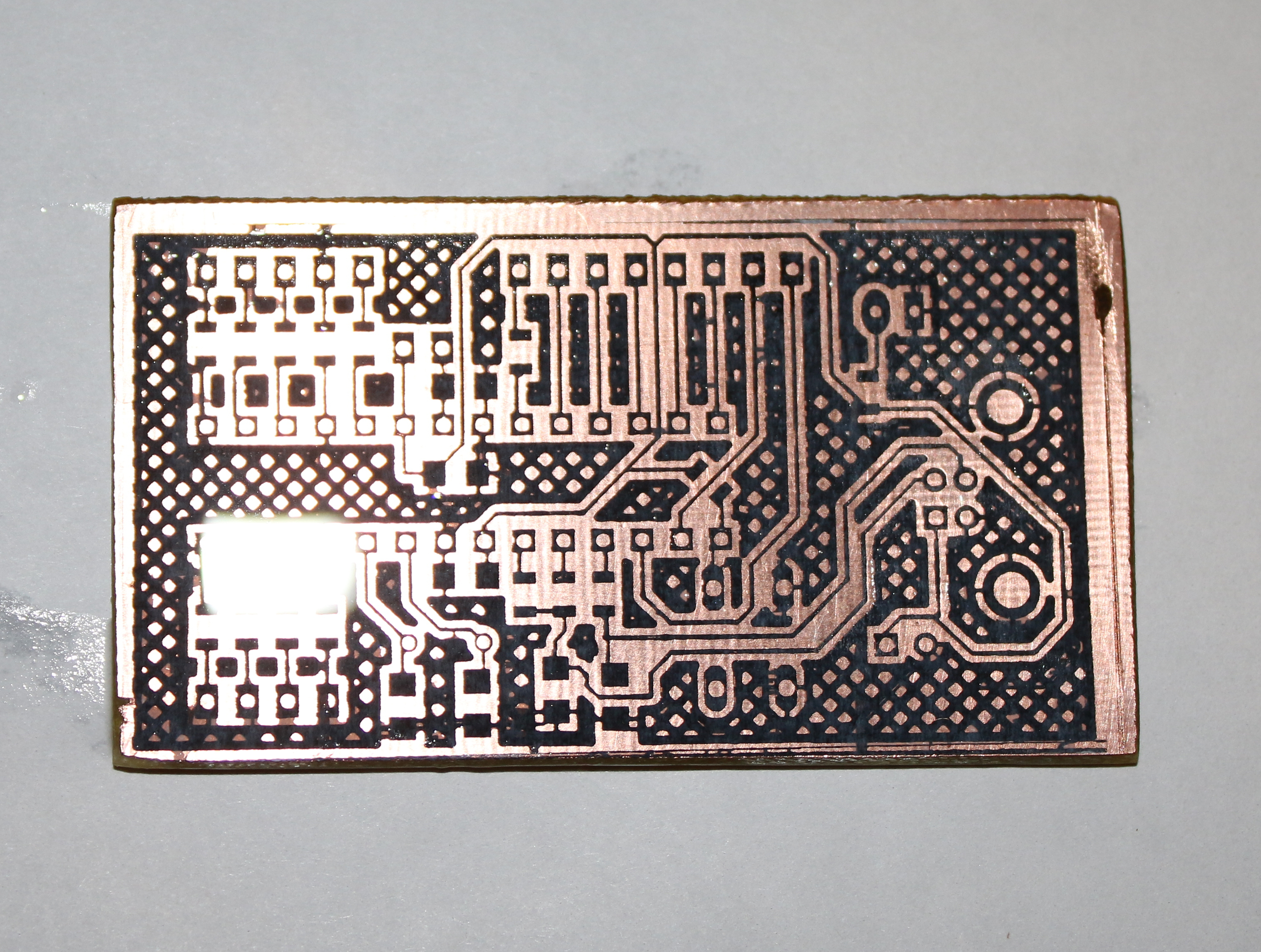
Друкована плата, готова до травлення

Лазерно-праскова технологія (рос. Лазерно-утюжная технология, ЛУТ, англ. Iron Toner Transfer for PCB Making) — технологія виготовлення друкованих плат з допомогою термопереносу тонера лазерного принтера з паперу на поверхню металізації майбутньої друкованої плати. З її допомогою можна в домашніх умовах виготовляти складні одно- і двошарові друковані плати з товщиною друкованих провідників та відстанню між ними від 0,3 мм.

## Інструменти та матеріали
- Фольгований склотекстоліт
- Лазерний принтер. Для якісного виготовлення друкованої плати важливо використовувати новий чи якісно заправлений картридж та відімкнути в налаштуваннях принтера функцію економії тонера.
- Глянцевий папір. Найчастіше для термопереносу застосовують: глянцевий фотопапір невеликої щільності для струменевого принтера, сторінки з «глянцевих» журналів, підкладки самоклейної плівки, рекламні буклети та інші.
- Наждачний папір зернистістю P1000 —P2000 згідно ISO-6344[2]
- Ацетон чи сольвент для знежирення перед термопереносом тонера і стирання тонеру після витравлення плати.
- Праска без відпарювача. Оптимальною температурою термопереносу тонера є 190 °C. В залежності від виробника тонера температура розплавлення може бути в межах 150—200 °C[3].
- Прокладкові матеріали для захисту робочої поверхні та підошви праски. При застосуванні поліграфії, як прокладкових матеріалів слід пам'ятати, що при нагріванні типографічна фарба чи тонер можуть розплавитись, тому верхній і нижній шари слід розміщувати чистою стороною назовні.
- Розчин для витравлювання. Водні розчини сульфату амонію; хлорного заліза; мідного купоросу і кухонної солі; перекису водню в присутності лимонної кислоти.

## Виготовлення плати

### Створення рисунку друкованих провідників
Для створення топології друкованої плати застосовуються програми проєктування електронних систем: EAGLE, Altium Designer (ex-P-CAD), Proteus Design, AutoCAD Sprint Layout та інші. Перед роздруком на чорно-білому принтері у САПР-програмі необхідно вимкнути видимість усіх шарів окрім шару з зображенням доріжок друкованої плати та налаштувати відображення актуального шару чорним кольором. Роздруковувати рисунок майбутньої друкованої плати у масштабі 1:1 необхідно в дзеркальному відображенні на глянцевому папері попередньо налаштувавши найвищу контрастність друку. Також таким методом можна наносити маркування та назви компонентів друкованої плати. Потрібно робити це вже після витравлення, очищення від тонера та лудіння основного шару.
Попередньо очищений від забруднень з відшліфованим наждачним папером мідним покриттям склотекстоліт необхідно знежирити розчинником. Якщо текстоліт довго зберігали в сирому приміщенні чи промивали водою, його необхідно просушити, щоб запобігти руйнуванню волокнистої структури текстоліту при тепловому розширенні води.
Друковану плату кладуть на рівну термостійку поверхню фольгою вверх і попередньо нагрівають її праскою. Після цього акуратно накладають аркуш з надрукованим рисунком тонером всередину і накривають одним-двома шарами газети чи тонкого паперу. Нагрітою праскою з середнім натиском рівномірно прогладжують всю поверхню плати, щоб тонер розплавився але не розтікся. Після цього плату не можна переміщувати до повного її остигання.
Після остигання плати папір потрібно зняти. Підкладка самоклеючої плівки, як правило відклеюється без проблем залишаючи весь тонер приклеєним до фольги, інші види паперу потрібно розмочити під струменем теплої води.
Плату повністю очищену від паперу перевіряють на відсутність браку (доріжки, що не перенеслись, злиплись між собою, фарба з паперу, що могла прилипнути до плати при нагріванні). Тепер плата готова до витравлювання

### Травлення

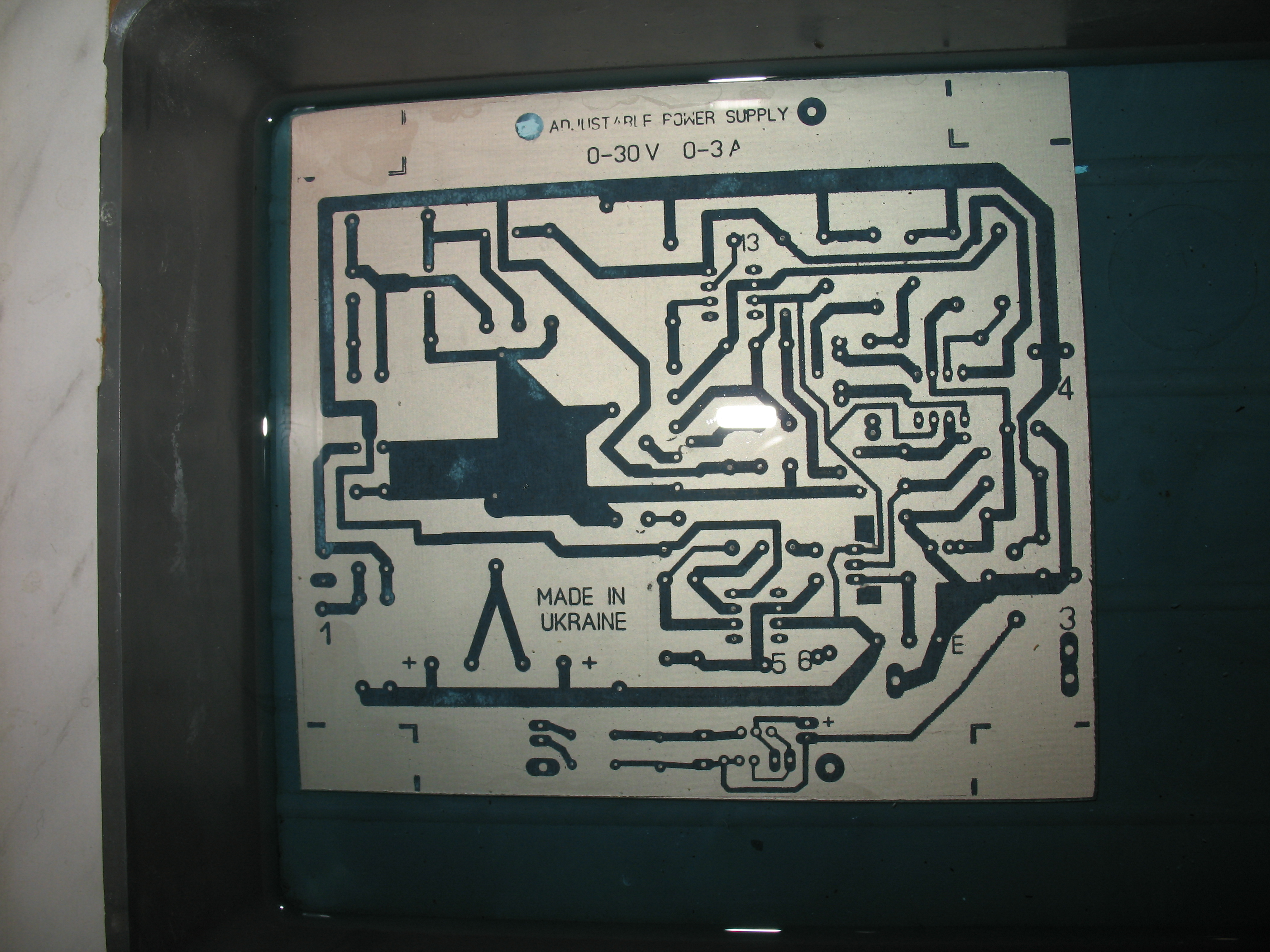
Процес травлення друкованої плати в розчині персульфату амонію в пластмасовій кюветі

Під травленням фольги розуміють хімічний процес перетворення міді в розчинні сполуки. Для цього плату з нанесеним на ній захисним зображенням доріжок поміщають в посудину, найчастіше в кювету з розчином для травлення. При виготовленні двошарової друкованої плати одну з її сторін перед першим витравлюванням заклеюють скотчем дбаючи, щоб він якісно прилягав по краях плати та в місці склеювання кількох стрічок. Зазвичай застосовують наступні водні розчини для травлення:
- Розчин  хлорного заліза. Типова концентрація розчину 400 г/л, температура до 35 °С. Реакція відбувається за формулою: FeCl3+Cu → FeCl2+CuCl[4]. Недоліком використання хлорного заліза для побутового виготовлення друкованих плат є різкий запах розчину та небезпека стійкого та, часто, невідновного забруднення при маніпуляціях з платою у посудині з розчином.
- Розчин мідного купоросу та кухонної солі. Реакція: Cu+CuSO4+2NaCl → 2CuCl↓ +Na2SO4; CuCl+NaCl → Na[CuCl2][4]. У реакції ключову роль відіграє хлорид натрію (сіль), оскільки, мідь з мідним купоросом практично не реагує. Рекомендована концентрація — 180 грам мідного купоросу і 86 грам солі на 1 літр води. На відміну від хлорного заліза при необережному поводженні не залишає плям, але недоліками є отруйність мідного купоросу і повільна реакція. Для прискорення реакції посудину з розчином потрібно нагрівати на водяній бані.
- Розчин персульфату амонію[en]. Під час гідролізу персульфат амонію розпадається на три складові: перекис водню, сірчану кислоту та сульфат амонію, що не бере участь у процесі травлення, яке відбувається за рівнянням: Me2S2O8 +Cu → CuSO4 + Me2SO4, де Me — іони натрію чи амонію. Про цей факт говорить необхідність істотного підігрівання розчину персульфату, яке необхідне для його гідролізу. Рекомендована концентрація — (200–250 г/л).
- Найбільш розповсюдженими реагентами для травлення є перекис водню та лимонна кислота. Для травлення 100 см2 міді завтовшки 35 мкм у 100 мл медичного 3% розчину перекису водню розчиняється 30 г кондитерської лимонної кислоти і 5 г кухонної солі. Сіль виступає каталізатором і в процесі травлення майже не витрачається. Рівняння реакції: Cu+ H3Cit +H2O2→ H[CuCit] +2H2O, де Cit — залишок лимонної кислоти [(CH2)2C(OH)(COO)3]. Це найбільш безпечний та доступний спосіб травлення міді.

Після завершення травлення плату промивають у проточній воді від залишків розчину і за допомогою розчинника змивають тонер з поверхні доріжок. Також тонер можна видалити за допомогою дрібнозернистого шліфувального паперу. Для виготовлення двашарової друкованої плати після витравлення першого шару суміщаючи перехідні отвори наносять захисний рисунок на другу сторону плати, а готовий шар після термопереносу заклеюють скотчем і повторюють процес травлення для другого шару. Якщо на платі передбачені виводні (DIP) елементи, то під їх виводи потрібно просвердлити отвори. Для цього застосовують свердла малих діаметрів для металу закріплені в мікродрилі чи бормашині. Для захисту міді від корозії та надання більшої товщини друкованим провідникам доріжки на друкованій платі лудять

## Переваги і недоліки

### Переваги
- Доступність технології. Лазерні принтери широкодоступні та є оптимальним рішенням для домашнього використання при монохромному друці документів[5].
- Ціна. Усі матеріали та більшість хімікатів розповсюджені та дешеві. Є можливість використання вторинної сировини при переведенні рисунку та одноразового посуду для приготування розчину та витравлення плати.
- Невисока складність та невелика кількість операцій у порівнянні з переведення зображення друкованих провідників методом нанесення і експозиції фоторезисту.

### Недоліки
- Для виготовлення якісних друкованих плат з малою товщиною провідників та відстанню між ними потрібно строго дотримуватись технології та експериментальним шляхом підбирати матеріали та температуру термопереносу.